# 章安郡
章安郡，中国南北朝时设置的郡。
南朝陈改临海郡置，治所在章安县（今浙江省台州市椒江区北章安街道）。辖境约今浙江省临海、三门、宁海、天台、仙居等市县区域。隋朝初年废。 